# Coris marquesensis
Coris marquesensis là một loài cá biển thuộc chi Coris trong họ Cá bàng chài. Loài này được mô tả lần đầu tiên vào năm 1999.

## Từ nguyên
Từ định danh của loài được đặt theo tên của nơi đầu tiên mà mẫu định danh được thu thập, quần đảo Marquises (–ensis: hậu tố biểu thị nơi chốn).

## Phạm vi phân bố và môi trường sống
C. marquesensis là một loài đặc hữu của quần đảo Marquises (Polynesia thuộc Pháp). C. marquesensis sống gần các rạn san hô trên nền đáy cát và đá vụn ở độ sâu đến ít nhất là 30 m.

## Mô tả
C. marquesensis có chiều dài cơ thể tối đa được biết đến là khoảng 31 cm. Như những loài thuộc chi Coris, C. marquesensis là một loài dị hình giới tính. Cá đực có các hàng đốm và vệt sọc màu xanh lam ánh kim ở hai bên thân. Vây lưng và vây hậu môn cũng có các vệt xanh tương tự. Đầu cũng có các vệt xanh tỏa ra từ mắt. Cá cái có đốm đen lớn ở vây lưng sau.
Số gai vây lưng: 9; Số tia vây ở vây lưng: 12; Số gai vây hậu môn: 3; Số tia vây ở vây hậu môn: 12; Số gai ở vây bụng: 1; Số tia vây ở vây bụng: 5.

## Sinh thái học
Thức ăn của C. marquesensis là các loài thủy sinh không xương sống nhỏ. Nhiều khả năng C. marquesensis cũng là một loài lưỡng tính tiền nữ, tức cá cái có thể chuyển đổi giới tính thành cá đực.